# Узажево
Узажево (пол. Uzarzewo, нім. Soldanshof) — село в Польщі, у гміні Сважендз Познанського повіту Великопольського воєводства.
Населення — 573 особи (2011).
У 1975-1998 роках село належало до Познанського воєводства.

## Демографія
Демографічна структура станом на 31 березня 2011 року:
|          | Загалом | Допрацездатний вік | Працездатний вік | Постпрацездатний вік |
| -------- | ------- | ------------------ | ---------------- | -------------------- |
| Чоловіки | 276     | 57                 | 204              | 15                   |
| Жінки    | 297     | 74                 | 180              | 43                   |
| Разом    | 573     | 131                | 384              | 58                   |